# あさだみほ
あさだ みほ（5月7日 - ）は、日本の女性漫画家。兵庫県明石市出身。血液型はA型。埼玉県在住。

## 来歴
ちゃお掲載の読切『天に星、鬼に恋』でデビュー。ゲーム・アニメとのタイアップものが多い。

## 作品リスト

### 連載
- ポケモンゲットだぜ!（小学一年生 - 小学四年生、1998年4月号 - 2002年3月号、全5巻）
  - 「ピカQパズルランド」にも番外編を何本か掲載している。
- バトルストーリー ロックマンエグゼ（シナリオ・けいじま潤、小学一年生 - 小学四年生、2001年3月号 - 2004年3月号、全4巻[4]）
- ドッジボーズ（小学二年生、2003年3月号 - 2005年2月号、未単行本化）
- ポケモンバトル ピカチュウのわくわく大ぼうけん（シリーズ構成・湯山邦彦、小学一年生、2005年4月号 - 2007年3月号、未単行本化）
- 出動!!ポケモンレンジャー（小学二年生・小学三年生、2006年3月号 - 2007年3月号、未単行本化）
- ぜんまいざむらい（小学二年生、2006年4月号 - 2007年3月号、未単行本化）
- ぜんまいざむらい クイズパズルでござる（ぷっちぐみ、2006年 - 2008年、未単行本化）
- 快盗!ポケモン7（小学三年生、2007年4月号 - 2009年3月号、全1巻）
- 化石超進化 スペクトロブス（小学四年生・小学五年生、2007年4月号 - 2008年3月号、未単行本化）
- リロ&スティッチ（小学一年生・小学二年生、2008年 - 2009年、全1巻）
- スティッチ!（小学一年生・小学二年生・ぷっちぐみ、2009年 - 2010年、全2巻）
- ポケモントライアドベンチャー（小学三年生、2009年4月号 - 2011年3月号、全3巻）
- ポケモンバトルストーリーズ（小学二年生、2011年4月号 - 2012年3月号、未単行本化）
- ゲーム秘宝館（月刊サンデーGX、2011年 - 2018年、未単行本化）
- みんなでハッピー☆たまごっち!（ちゃお、2012年3月号 - 2014年7月号） - 単行本はちゃおムック カラーワイドコミックスより1冊のみ刊行。
- 怪盗!ポケモンV（小学二年生、2012年4月号 - 2013年3月号、未単行本化）
- 妖怪ウォッチ おあそびまんが（小学一年生、2016年4月号 - 2017年3月号） - 単行本（小学館のテレビ絵本より刊行）は1巻のみ発売。
- おてあげラパン（ぷっちぐみ、2016年9月号 - 11月号、未単行本化）
- 深夜!天才バカボン（月刊サンデーGX・サンデーうぇぶり、2018年8月号 - 11月号、全2巻）
- ほのスト！ ～豪炎寺のひとりごと～（ウェブコミック『マンガ5』2020年10月15日 - ）
- キラキラ キャッチ!ティニピン（ぷっちぐみ、2024年12月・1月号 - 2025年10月号・11月号、未単行本化）

### 読切・短期連載
- ロックマンエグゼスペシャル（シナリオ・けいじま潤、小学二年生、2003年2月号）
- ドッジボーズVSドッジファイターズ（小学二年生、2004年3月号）
  - ドッジボール作品のコラボレーションで、他に村上としや・斉藤むねおも描いている。
- 裂空の訪問者 デオキシス（小学三年生、2004年7月号 - 2004年8月号）
- ポケットモンスター 〜ホウエンちほうで大バトル!!（小学一年生、2005年2月号）
- ポケモン映画スペシャル ミュウと波導の勇者ルカリオ（小学二年生・小学三年生、2005年6月号 - 2005年8月号）
- 映画公開記念ロックマンエグゼ（小学三年生・小学五年生、2005年4月号）
  - 「※この漫画は映画登場キャラクターを使用したオリジナルストーリーであり、映画シナリオのコミックス化ではありません。」と小さく注意書きが書いてある。連載版のシナリオを書いたけいじま潤は関与していない。
- アイアンフェザー（小学三年生 - 小学五年生、2005年12月号 - 2006年1月号）

### 描き下ろし
- 日本史探偵コナン 第4巻 奈良時代 裏切りの巨大像（モニュメント）（2017年刊）（脚本は大崎悌造）
- 日本史探偵コナン 第6巻 鎌倉時代 五条大橋の相棒（デスティニー）（2018年刊）（一部の作画は山㟁栄一・海童博行・坂井孝行、脚本は蛭海隆志・森谷康弘）
- 自分を守る!「身近な危険」（小学生のミカタ、2019年刊）
- 恐竜ガールと情熱博士と（2020年刊）
  - カットも担当。
- 建設機械提案サービスのひみつ（学研まんがでよくわかるシリーズ第169巻、2020年刊）[5]

### その他
- ショウ&イッチーのおたよりナンバー1（小学一年生、2004年4月号 - 2005年3月号）
  - 構成・漫画ともに作者が担当している読者投稿ページ。
- バク笑よん（小四）（e）カッコイーメール学園（小学四年生、2005年4月号 - 2006年3月号）
  - 読者投稿ページ。（構成・文は小山由香・吉田文）
- 新迷解ポケモンおもしろことわざ（2006年刊）、新迷解もっと!ポケモンおもしろことわざ（2011年刊）
  - 挿絵を担当。（企画構成・文はげゑせんうえの、監修は篠崎晃一）
- 勇者のぼうけんめいろ（大泉書店、2014年刊）
  - 挿絵を担当。
- イラストストーリー 妖怪ウォッチ（小学二年生、2014年4月号 - 2017年2・3月合併号(最終号)）
  - 絵物語。（文は福田幸江）
- 妖怪ウォッチ クイズ&パズル（ぷっちぐみベスト!!、2014年刊）
  - 挿絵を担当。
- 妖怪ウォッチ むかしばなし（幼稚園、2015年2月号 - 不定期連載中）
  - 絵物語。
- おはなし 猫ピッチャー（小学館ジュニア文庫、2017年 - 2018年刊）
  - 挿絵を担当。（文は江橋よしのり、カバーイラストはそにしけんじ）
- 2017西日本B-1グランプリ in 明石
  - メインイラスト[6]。
- レベル1で異世界召喚されたオレだけど、なぜか新米魔王やってます。（小学館ジュニア文庫、2021年刊）
  - 挿絵を担当。（文は宮沢みゆき）